# نيكولاي دوميترو
نيكولاي دوميترو هو مصارع رياضي روماني، ولد في 21 سبتمبر 1949.

## وصلات خارجية
- نيكولاي دوميترو على موقع قاعدة بيانات المصارعة الدولية (الإنجليزية)
- نيكولاي دوميترو على موقع أوليمبيديا (الإنجليزية)